# Lindernia mbalaensis
Lindernia mbalaensis é uma espécie botânica do gênero Lindernia pertencente à família Linderniaceae.